# 法蘭西島運輸聯合會
法蘭西島運輸聯合會(Île-de-France Mobilités，2017年前名為Syndicat des transports d'Île-de-France, STIF)創立於1959年，是大巴黎地區公共交通運輸系統的主管機關，並協調在法蘭西島經營的不同運輸公司，主要有巴黎大眾運輸公司、法國國家鐵路和法蘭西島運輸專業組織。2005年改制為公共行政機構。

## 管理範圍
法蘭西島運輸聯合會自2006年起管轄以下地區的公共運輸系統：
- 法蘭西島
- 巴黎市
- 上塞納省、塞納-聖但尼省、馬恩河谷省、埃松省、伊夫林省、瓦茲河谷省、塞納-馬恩省[1].

法蘭西島運輸聯合會的主要職務為：
- 定義大眾運輸路線、設立票價並收費
- 定義業務契約中關於服務的質量
- 增進巴黎公共交通系統的現代化，確定大型公共投資，特別是國家大型基礎設施項目的規劃、地區項目合同（CPER），並決定其實施的細則
- 學校交通、公共河道運輸，殘疾人的服務與交通運輸需求[2].

## 外部連結
- Site officiel （页面存档备份，存于）
- Site sur les projets, travaux, décisions et innovations : www.cabougedanslestransports.com （页面存档备份，存于）